# Trimeresurus mcgregori
Trimeresurus flavomaculatus mcgregori là một loài rắn trong họ Rắn lục. Loài này được Taylor mô tả khoa học đầu tiên năm 1919.

## Hình ảnh

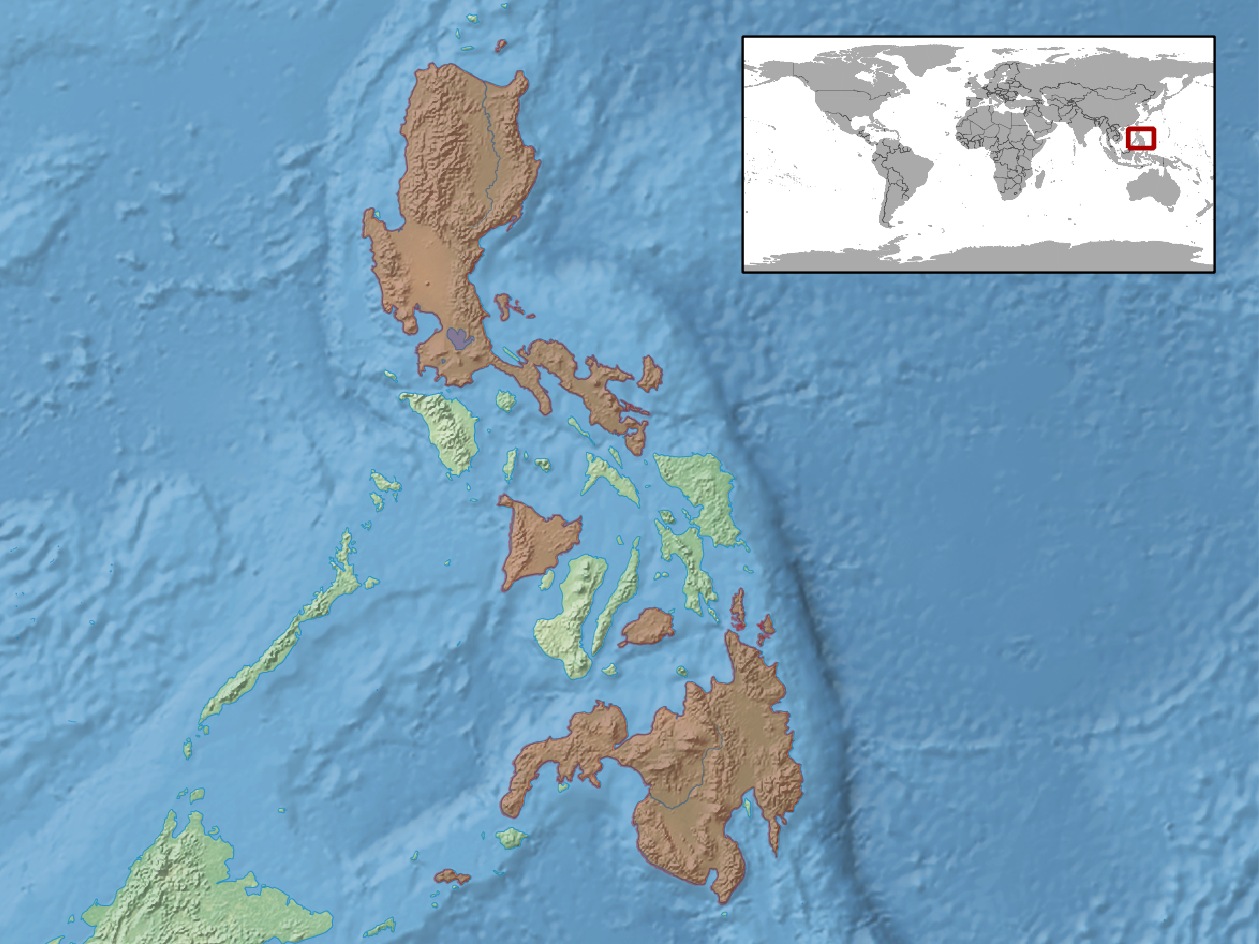